# Plagodis nigrescaria
Plagodis nigrescaria är en fjärilsart som beskrevs av George Duryea Hulst 1887. Plagodis nigrescaria ingår i släktet Plagodis och familjen mätare. Inga underarter finns listade i Catalogue of Life.